# La casa delle ombre lunghe
 La casa delle ombre lunghe  (House of the Long Shadows) è un film del 1983, diretto da Pete Walker.
Il cast comprende quattro icone del cinema horror classico, quali Vincent Price, Christopher Lee, John Carradine e Peter Cushing.

## Trama
Kenneth Magee, dopo aver scommesso con Sam Allyson, suo editore, che riuscirà a scrivere un romanzo in un giorno, si reca al maniero solitario di Bllyddpaetwr messogli a disposizione.
Durante il viaggio, effettuato con la sua autovettura, scoppia un temporale e non sapendo con esattezza quale strada debba prendere per raggiungere il maniero, Kenneth chiede informazioni in una stazione. Conosce così una giovane coppia, Andrew e Diana, in attesa di un treno per tornare a casa. Questi non conoscono il maniero e poco dopo entra in scena una signora che si rifugia in una stanza della stazione per poi scappare. Arrivato il capo stazione, allontanatosi prima, Kenneth riceve le informazioni sperate.
Arrivato al maniero, Magee viene accolto dai "custodi", assai strani. Inoltre viene raggiunto da una giovane donna che l'aveva visto inizialmente parlare con il suo editore. Questa mette al corrente lo scrittore della situazione di pericolo in cui si trova ma successivamente, tramite una chiamata, Kenneth scopre che la donna è Mary Norton, segretaria di Allyson, e che i custodi non sono chi dicono di essere.
In seguito giungono nella casa Sebastian e Lionel. Infine entra in scena Corrigan, colui che ha acquistato il maniero con l'intento di raderlo al suolo e costrurvi un'industria.
Giunto il momento della cena si scopre che i custodi, Sebastian e Lionel sono parenti. Rispettivamente il vecchio custode, Lord Grisbane, è il padre di Victoria (donna custode), Sebastian e Lionel. Questa riunione di famiglia è dovuta al fatto che debbano liberare Roderick, fratello rinchiuso nel maniero come punizione per un delitto commesso quarant'anni prima.
Non appena scoprono che il prigioniero è scomparso, si verificano strani omicidi. Inizialmente è Lord Grisbane a perdere la vita seguito da Victoria e Sebastian. Nel frattempo, al maniero, giungono Andrew e Diana ed anche quest'ultima sarà vittima di Roderick.
Rimasti in quattro la scena si fa più inquietante in quanto Corrigan in realtà è Roderick con l'intento di vendicarsi poiché il vero colpevole, quarant'anni prima, non fu lui ma il fratello Lionel che non poteva macchiarsi essendo l'erede al patrimonio di famiglia.
Corrigan uccide così il fratello e successivamente combatte contro Kenneth che riesce a sfuggire al colpo ed è Corrigan a rimetterci. Ma ad un tratto si sente una risata e tutti i morti entrano in scena. Si scopre così che è stato tutto uno scherzo progettato da Allyson per spronare lo scrittore a cimentarsi nel romanzo.